# Émile Chaumont
Pour les articles homonymes, voir Chaumont et Film.
Émile Chaumont, pseudonyme d'Émile Chaumon, aussi connu sous le pseudonyme Film, né le 31 mai 1877 à Périgueux, ville où il est mort le 31 mars 1927, est un peintre français.

## Biographie
Émile Chaumont naît le 31 mai 1877 à Périgueux (Dordogne) et grandit aux côtés de son frère Léopold, qui devient plus tard journaliste. Il fait ses études au lycée de Périgueux puis à l'école de dessin de la ville. Apprenti puis maître-ouvrier en lithographie, il est expédié sur le front lors de la Première Guerre mondiale et sert le 273e régiment d'infanterie. En 1918, il en sort gravement blessé et reçoit la croix de guerre 1914-1918. Il reprend ses activités à Périgueux puis part pour Bordeaux, où il devient de plus en plus célèbre sous le pseudonyme « Film ». Pasquet, Daniel Dupuis, Paul Albert Laurens et Léon Pierre Félix sont successivement ses professeurs. De 1912 à 1927, Émile Chaumont expose au Salon des artistes français. Il meurt le 31 mars 1927 à Périgueux.